# Трубицы (Ровненская область)
Трубицы (укр. Трубиці) — село в Костопольской городской общине Ровненского района Ровненской области Украины.
До 2020 года входило в Костопольский район.
Население по переписи 2001 года составляло 385 человек. Почтовый индекс — 35024. Телефонный код — 3657. Код КОАТУУ — 5623486909.